# Athol (Kansas)
Athol és una població dels Estats Units a l'estat de Kansas. Segons el cens del 2000 tenia 51 habitants.

## Demografia
Segons el cens del 2000, Athol tenia 51 habitants, 25 habitatges, i 14 famílies. La densitat de població era de 109,4 habitants per km².
Dels 25 habitatges en un 24% hi vivien nens de menys de 18 anys, en un 52% hi vivien parelles casades, en un 0% dones solteres, i en un 44% no eren unitats familiars. En el 44% dels habitatges hi vivien persones soles el 40% de les quals corresponia a persones de 65 anys o més que vivien soles. El nombre mitjà de persones vivint en cada habitatge era de 2,04 i el nombre mitjà de persones que vivien en cada família era de 2,79.
Per edats la població es repartia de la següent manera: un 19,6% tenia menys de 18 anys, un 5,9% entre 18 i 24, un 15,7% entre 25 i 44, un 35,3% de 45 a 60 i un 23,5% 65 anys o més.
L'edat mediana era de 48 anys. Per cada 100 dones de 18 o més anys hi havia 95,2 homes.
La renda mediana per habitatge era de 28.250 $ i la renda mediana per família de 34.375 $. Els homes tenien una renda mediana d'11.250 $ mentre que les dones 18.750 $. La renda per capita de la població era de 14.872 $. Entorn del 13,3% de les famílies i el 8,5% de la població estaven per davall del llindar de pobresa.

## Poblacions més properes
El següent diagrama mostra les poblacions més properes.